# Phyxelida nebulosa
Espèce
Synonymes
- Amphigyrum nebulosum Tullgren, 1910

Phyxelida nebulosa est une espèce d'araignées aranéomorphes de la famille des Phyxelididae.

## Distribution
Cette espèce se rencontre en Tanzanie et au Kenya.

## Description
La femelle décrite par Griswold en 1990 mesure 4,67 mm.

## Publication originale
- Tullgren, 1910 : Araneae. Wissenschaftliche Ergebnisse der Schwedischen Zoologischen Expedition nach dem Kilimandjaro, dem Meru und dem Umbegenden Massaisteppen Deutsch-Ostafrikas 1905-1906 unter Leitung von Prof. Dr Yngve Sjöstedt. Stockholm, vol. 20, no 6, p. 85-172.